# Extra Texture (Read All About It)
Extra Texture (Read All About It) é o sexto álbum de estúdio do músico inglês George Harrison, lançado em setembro de 1975. Foi o último álbum de Harrison enquanto ainda estava sob seu contrato com a Apple Records e a EMI, e seu último ålbum de estúdio lançado pela Apple. O lançamento veio nove meses depois de sua problemática turnê norte-americana de 1974 com Ravi Shankar e ålbum Dark Horse (1974), que foi mal recebido pela crítica. O clima melancólico da gravação reflete o estado deprimido de Harrison causado pelas críticas a estes projetos.
Entre os lançamentos solo pós-Beatles de Harrison, Extra Texture é o único álbum cujas letras não possuem uma mensagem espiritual óbvia. Além disso, excepcionalmente, foi gravado, em sua maior parte, nos Estados Unidos ao invés da Inglaterra, enquanto Harrison estava trabalhando em Los Angeles como chefe da Dark Horse Records. Gary Wright, David Foster, Jim Keltner, Jesse Ed Davis, Leon Russell, Tom Scott, Billy Preston e Jim Horn estão entre os diversos músicos que contribuíram para o álbum. Os arranjos com intenso foco nos teclados incorporam elementos da música soul e a influência de Smokey Robinson, sinalizando um afastamento do som inspirado pelo rock e pelo folk rock dos trabalhos de Harrison do início dos anos 1970. Contrastando com seu conteúdo, a arte do álbum expressa uma atitude alegre e inclui uma capa inusitada com superfície texturizada.
Apesar da recepção negativa da maioria dos críticos musicais, Extra Texture foi certificado com disco de ouro pela Recording Industry Association of America (RIAA) dois meses após seu lançamento. O álbum produziu um single de sucesso: a música "You", que possui influências da Motown e foi originalmente gravada em Londres em 1971 com o co-produtor Phil Spector. O álbum também inclui "This Guitar (Can't Keep from Crying)", que foi tanto uma continuação de "While My Guitar Gently Weeps" quanto um contra-argumento a seus críticos. O álbum foi remasterizado e relançado em setembro de 2014 como parte do box set The Apple Years 1968–75.

## Antecedentes
Quando desci do avião e cheguei em casa, fui até o jardim e fiquei tão aliviado. Aquilo havia sido o mais próximo que eu havia chegado de um colapso nervoso. Não conseguia nem entrar na casa.

George Harrison, falando de seu retorno a Friar Park depois da turnê norte-americana de 1974.
Em sua edição de 13 de fevereiro de 1975, a revista Rolling Stone ridicularizou tanto a turnê norte-americana que George Harrison realizara com Ravi Shankar entre os meses de novembro de dezembro de 1974, quanto o álbum Dark Horse, chamando a ambos de "desastrosos". Visto anteriormente como o "ganhador surpresa da competição dos ex-Beatles", nas palavras de Nicholas Schaffner – o "azarão" – Harrison desapontou vários fãs de sua antiga banda ao não reconhecer o legado dos Beatles, tanto no conteúdo de seus shows em 1974, quanto na sua relação com a mídia. Além disso, seu compromisso em lançar a Dark Horse Records, sua gravadora, só deixou-lhe tempo suficiente para finalizar o álbum enquanto ensaiava para os shows; como resultado, ele contraiu laringite e cantou com a voz rouca em diversas das gravações e ao longo da turnê. Embora Dark Horse tenha vendido bem nos EUA, o álbum não conseguiu entrar na lista dos cinquenta álbuns mais vendidos do Reino Unido.

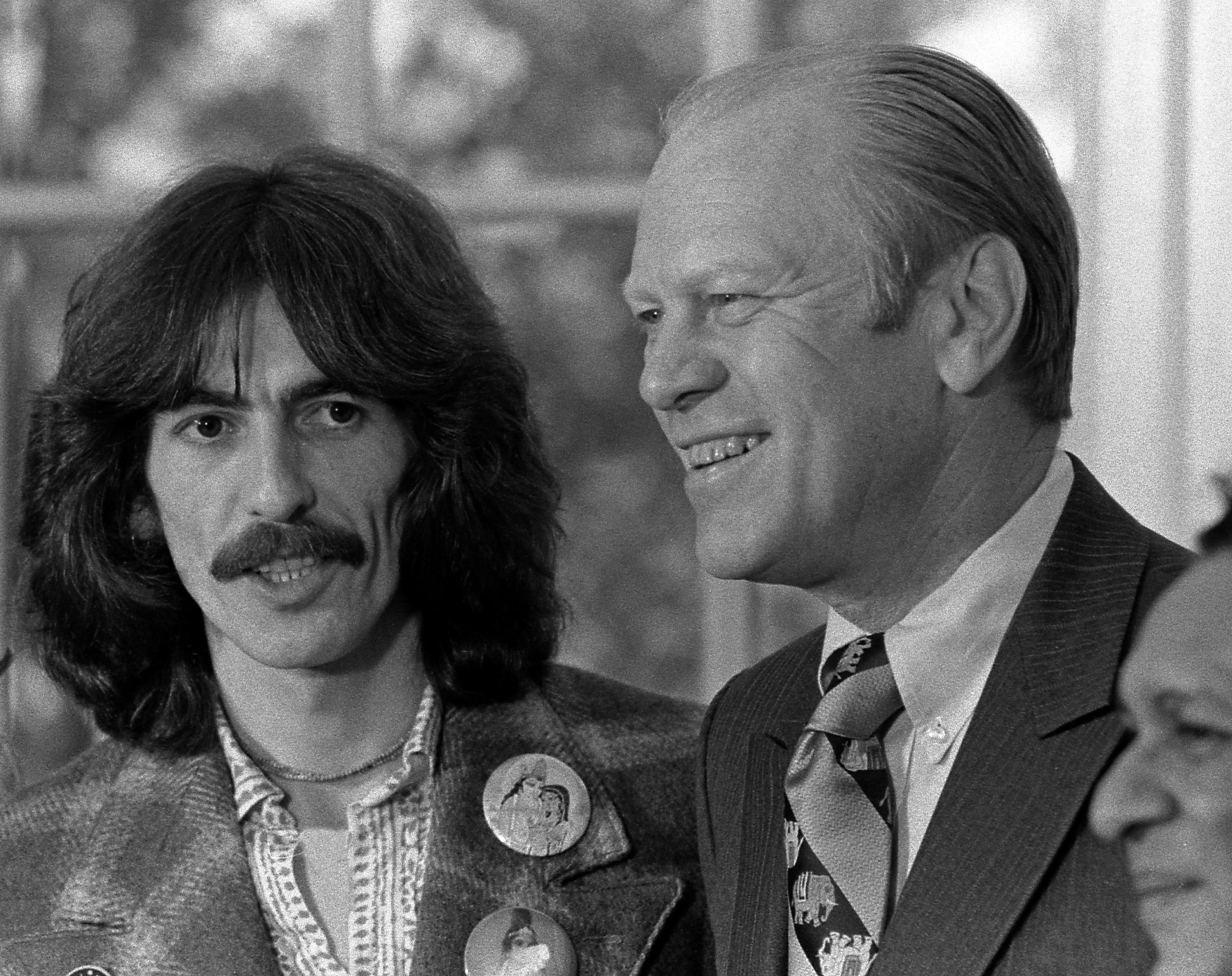
Harrison, o presidente dos EUA Gerald Ford e Ravi Shankar na Casa Branca em dezembro de 1974, perto do fim da turnê.

Apesar das declarações de Harrison, durante a turnê, de que as opiniões negativas da mídia só o tornavam mais determinado, as críticas lhe atingiram severamente depois do fim de seu casamento com Pattie Boyd. Em abril de 1975, numa entrevista de rádio com David Herman à estação WNEW-FM, Harrison disse que aceitava a validez da crítica profissional, mas se opunha a ela quando vinha, constantemente, de "uma única fonte"; depois, ele acrescentou que havia se tornado "uma coisa pessoal". Simon Leng escreveu que o "rancor e decepção" que Harrison havia sentido se manifestou no álbum que seguiu Dark Horse, intitulado Extra Texture (Read All About It), o qual seria seu último álbum de estúdo lançado pela gravadora dos Beatles, a Apple Records.
O álbum aconteceu na época em que Harrison estava em Los Angeles, supervisionando projetos de alguns grupos contratados pela Dark Horse, um dos quais, a banda Splinter, ficou indisponível para comparecer às sessões reservadas nos Estúdios A&M. Apesar de Harrison não ter se impressionado com as instalações do estúdio, optou por utilizar ele mesmo o tempo vago. Os autores Chip Madinger e Mark Easter sugerem que esta decisão foi influenciada pelo seu relacionamento de negócios com os Estúdios A&M, que eram os distribuidores mundais da Dark Horse e a companhia com a qual se esperava que Harrison fosse assinar como artista solo, após a expiração de seu contrato com a EMI/Capitol, que eram afiliadas à Apple, em janeiro de 1976. Apesar de mal ter escrito uma canção nos seis meses após completar Dark Horse, no final de outubro de 1974, ele rapidamente completou algumas composições semi-terminadas e escreveu "algumas novas". Leng cita estas circunstâncias, junto com o anseio de Harrison para "terminar um álbum o mais rápido possível, para se livrar do contrato com a EMI/Capitol", como parte de uma certa qualidade conveniente que define Extra Texture.

## Músicas
Mikal Gilmore, escrevendo para a Rolling Stone em 2002, comentou que "a crise [que Harrison] enfrentou no meio dos anos 1970 transformou-o", e que a depressão foi um fator chave. A depressão permeou muitas das músicas que Harrison escreveu durante este período, questão esta que não foi melhorada pelo seu contínuo alcoolismo e uso de cocaína. Vendo esta mentalidade como uma extensão dos "profanos mecanismos de defesa" do artista entre 1973–74, o autor Robert Rodriguez escreve: "O interessante é como ele escolheu lidar musicalmente com aquilo que estava enfrentando. Em última análise, Extra Texture é único no catálogo de Harrison por ser, essencialmente, um passeio pela música soul".

Com este meu álbum novo, tudo que quero é poder cantar as músicas e fazê-las da maneira mais calorosa e simples possível... Sabe, não vejo mais minha música como sendo top 20... É mais importante para mim que eu possa cantá-las melhor, tocá-las melhor e, com menos orquestração, passar mais sentimento.

Harrison em entrevista à WNEW-FM, abril de 1975
No que diz respeito às letras, "The Answer's at the End", "This Guitar (Can't Keep from Crying)", "World of Stone" e "Grey Cloudy Lies" evitam seu tema habitual – espiritualidade hindu – e, ao invés disso, parecem pedir compaixão do ouvinte. De acordo com o autor e teólogo Dale Allison, Exra Texture é "o único álbum de Harrison que não faz nenhuma declaração teológica positiva". Allison acrescenta que a "melancolia confusa" do álbum proporciona um forte contraste à "confiante militância religiosa" dos sucessos anteriores do artista: All Things Must Pass (1970) and Living in the Material World (1973). A vacilação de Harrison de sua linha de conduta orientada por Krishna ficou mais evidente em "World of Stone", escreve Gary Tillery: "'Tão distante de casa', ele diz, mas em sua autobiografia ele escreve, 'Tão distante de Om' – revelando a agitação interior por ter se desviado de sua fé." A mesma desesperança estava evidente em "Grey Cloudy Lies", uma faixa que Harrison descreveu a Paul Gambaccini em setembro de 1975 como "uma daquelas músicas depressivas, das quatro horas da manhã".
Harrison começou a escrever "World of Stone", "Grey Cloudy Lies" e a soul-pop romântica "Can't Stop Thinking About You" em 1973. Ele começou "This Guitar (Can't Keep from Crying)" no Havaí no natal de 1974, enquanto estava de férias com sua nova namorada (que se tornaria sua esposa), Olivia Arias, uma secretária do escritório da Dark Horse em Los Angeles. A canção é uma continuação da famosa "While My Guitar Gently Weeps", e a letra serve como um contra-argumento aos seus críticos, em especial a Rolling Stone, cujos ataques à sua turnê ele nunca perdoaria.
Harrison compôs "Tired of Midnight Blue" em Los Angeles, onde continuou a morar durante boa parte de 1975 por conta de seus negócios com a Dark Horse Records. Em sua autobiografia, I, Me, Mine, Harrison diz que a letra da canção se focava em seu estado "deprimido" depois de uma noite num clube de Los Angeles com "um bocado de pessoas travessas de cabelos grisalhos". Na avaliação de Tillery, com o refrão "Me deu calafrios até os ossos" ("Made me chill right to the bone"), "Tired of Midnight Blue" era Harrison atingindo o "fundo do poço". O exemplo mais óbvio da adoção da música soul no álbum foi a composição "Ooh Baby (You Know That I Love You)", o primeiro de dois tributos a Smokey Robinson, um cantor cujo trabalho com a banda The Miracles Harrison admirava desde o início dos anos 1960.
Além destas composições, Harrison revisitou duas gravações até então ainda não utilizadas: "You", faixa que abre o álbum, inspirada pelo estilo da Motown, e "His Name Is Legs (Ladies and Gentlemen)", última faixa do álbum. Co-produzida com Phil Spector em Londres, "You" estava entre as faixas básicas gravadas em fevereiro de 1971 para um álbum que seria lançado pela esposa de Phil Spector, Ronnie Spector, anteriormente conhecida como Veronica Bennett do grupo The Ronettes. Uma reprise da canção completa, na forma de um breve instrumental intitulado "A Bit More of You", aparece em Extra Texture, abrindo o lado B do vinil. "His Name Is Legs" foi gravada no estúdio de Harrison em Friar Park, o FPSHOT, logo antes da turnê de 1974, com Billy Preston, Tom Scott, Willie Weeks e Andy Newmark. Numa piada interna que poucos ouvintes foram capazes de perceber, a canção traz um monólogo difícil de decifrar, executado por "Legs" Larry Smith, antigo membro da Bonzo Dog Doo Dah Band. A inclusão destas duas faixas mais antigas forneceu um material mais alegre a um álbum predominantemente recheado de baladas.

## Produção

### Gravação

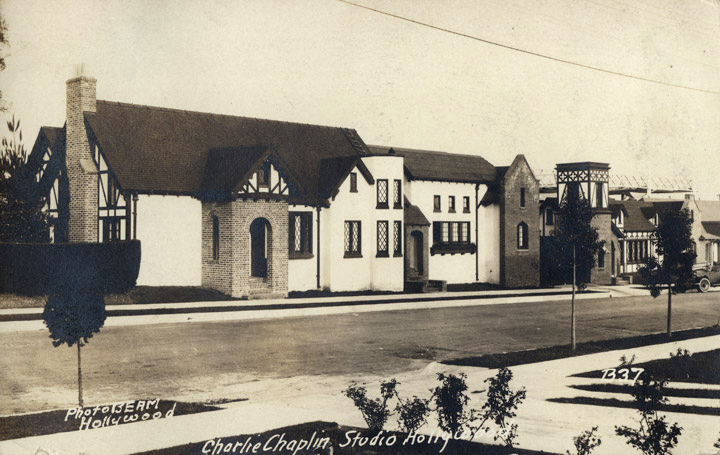
Sede da A&M Records (incluindo os estúdios de gravação da empresa), fotografado em 1922 em seu estado anterior como Charlie Chaplin Studios

Único entre os álbuns de estúdio de Harrison lançados entre a separação dos Beatles e sua morte em 2001, a maior parte das gravações de Extra Texture aconteceu nos Estados Unidos.:4  As sessões ocorreram, em parte, no quarteirão do A&M perto da avenida La Brea, em Holywood, onde ficavam as sedes do estúdio e da gravadora. Durante a primavera e o verão de 1975, Harrison frequentou regularmente o escritório da Dark Horse, situado num chalé compartilhado com a Ode Records, e se envolveu completamente na cena musical de Los Angeles. Pouco antes de começar a trabalhar no álbum, ele estava entre os convidados da festa do Wings no transatlântico RMS Queen Mary na cidade de Long Beach, onde Harrison, de aparência fadigada, foi visto se socializando com Paul McCartney pela primeira vez desde a separação dos Beatles há cinco anos. Em geral acompanhado de Olivia, Harrison assistiu a shows de Bob Marley & The Wailers, Smokey Robinson:6 e Santana, conversou com Ringo Starr, e se encontrou com Preston e Ronnie Wood nos bastidores de um dos shows dos Rolling Stones no LA Forum. Novos amigos como Eric Idle entraram em seu círculo social naquele verão. A influência do Python influenciou a arte e embalagem excêntricas do álbum, mas não seu conteúdo musical.
Com Norman Kinney como engenheiro de som, Harrison gravou as faixas principais para as novas canções entre 21 de abril e 7 de maio de 1975, começando com "Tired of Midnight Blue" e "The Answer's at the End". Entre os músicos do álbum, estavam vários dos colaboradores anteriores de Harrison, incluindo Jim Keltner (bateria), Gary Wright (teclado), Jesse Ed Davis (guitarra), Klaus Voormann (baixo), e Tom Scott, Jim Horn e Chuck Findley (todos os instrumentos de sopro). Junto com Keltner, o participante mais constante do grupo foi o jovem David Foster, na época o tecladista da banda de Keltner, Attitudes, cujo baixista e cantor, Paul Stallworth, também contribuiu para o álbum. No que acabaria se tornando um som dominado por teclados, também fizeram aparições Leon Russell e Nicky Hopkins.
Voormann, amigo íntimo de Harrison desde 1960, achou a atmosfera das sessões desagradável; mais tarde, ele citou o uso pesado de drogas, típico da cena musical de Los Angeles, mas também "o estado de espírito do ex-Beatle quando estava fazendo este álbum". Keltner, que descreveu sua amizade com Harrison como "tal qual irmãos", também falou de Los Angeles como um local inadequado para Harrison durante este período, ao mesmo tempo comentando que Arias "apareceu, justamente, no momento certo, um momento louco e sombrio". Com Voorman preferindo se ausentar, Harrison tocou algumas das partes de baixo do álbum, usando sintetizadores ARP ou Moog.

Enquanto que, em álbuns anteriores, George estava morando em Friar Park, em Los Angeles, ele estava morando num hotel e ele era importante. Muitas pessoas queriam chegar nele, muitas coisas ruins estavam disponíveis. Ele nunca deveria ter feito um álbum fora de Friar Park.

Jim Keltner, comentando sobre as gravações em Los Angeles

### Overdubbinge mixagem
Depois de uma pausa de algumas semanas, a fase de overdubbing começou em 31 de maio. Neste dia, instrumentos foram adicionados à faixa básica de "You", incluindo um solo de saxofone, teclados extras e uma segunda seção de bateria. Durante os dias 2 e 3 de junho, Scott e Findley fizeram overdubs de instrumentos de sopro nas canções "Ooh Baby" e "His Name Is Legs". Os arranjos de Foster para os instrumentos de cordas em "This Guitar", "The Answer's at the End" e "Can't Stop Thinking About You" foram gravados entre 6 e 9 de junho. A mixagem final das últimas dez canções do álbum se estendeu de julho até, possivelmente, agosto.
Entre junho e outubro de 1975, foram lançados os álbuns It's My Pleasure de Preston, Hard Times de Peter Skellern, Harder to Live do Splinter, e também foram realizadas sessões em agosto para o New York Connection de Scott. Todos estes álbuns possuem participações especiais de Harrison na guitarra (creditado, em geral, com seu pseudônimo "Hari Georgeson"), mas sua performance em Extra Texture foi, supreendentemente, mínima. O instrumento pelo qual ele era mais conhecido desde 1970, a slide guitar, apareceu de modo significativo apenas em "Tired of Midnight Blue" e no solo estendido de "This Guitar", no qual ele compartilhou o papel de guitarrista principal com Jesse Ed Davis.
A voz de Harrison havia se recuperado totalmente dos efeitos da laringite, permitindo-lhe cantar com falsete e usar a ténica scat no estilo da música gospel. Na avaliação de Alan Clayson, com Harrison adotando um estilo vocal novo, no qual o microfone é colocado próximo da fonte de som (close-miking), muito de Extra Texture refletiu  "as emanações mais leves da Filadélfia como The Stylistics and Jerry Butler". Leng considera que Harrison "estava, claramente, visando o público americano convencional" e acrescenta: "havia poucas letras espirituais e absolutamente nenhuma referência a Krishna, enquanto que seus vocais (bastante criticados), apesar de mais fortes, haviam sido gravados num nível mais grave, como se o objetivo fosse criar um álbum de música soul para amantes."

## Título e arte do álbum

Imagem de Harrison na capa interna do álbum, tirada por Henry Grossman, fotógrafo da turnê de 1974,

A arte do álbum foi creditada a Roy Kohara, designer interno da Capitol. Harrison forneceu esboços para cada item do encarte,:8, 16 que adotou um tema humorístico e "maluco". A capa laranja apresentava um design em alto relevo nas palavras "EXTRA TEXTURE", através das quais pode-se ver uma capa interior com uma foto de Harrison em tom azul. Contudo, algumas edições em vinil traziam as palavras como um simples texto azul num fundo laranja, retirando os detalhes em alto relevo. Mantendo o espírito do título do álbum, o fino papel utilizado para a capa do LP possuía, de acordo com Bruce Spizer, textura similar à "pele de animal usada numa bola de futebol". A capa principal incluía um Om, colocado debaixo do texto angulado e também colorido de azul. Na parte de trás da capa interna, havia outra foto de Harrison tirada por Henry Grossman durante a turnê, claramente se divertindo no palco.
Vista como uma referência jocosa ao fim da gravadora dos Beatles, a logomarca da Apple foi apresentada em Extra Texture como um caroço de maçã corroído. Além disso, a foto de Harrison na capa interior – "sorrindo como um coroinha do Monty Python", nas palavras de Robert Christgau – trazia a legenda "OHNOTHIMAGEN" ("Oh, ele de novo não"), que exprime a opinião de Harrison sobre sua popularidade cada vez menor em 1974–75. O título completo do álbum era um trocadilho com o slogan que vendedores de jornais usavam na rua para vender edições com as últimas notícias: "Extra! Extra! Read all about it!" ("Extra! Extra! Leiam tudo aqui!"). Harrison tinha a intenção de chamar o álbum de Ohnothimagen,:9 até que, numa discussão de estúdio, Paul Stallworth sugeriu uma alternativa. De acordo com Harrison, no momento que ele estava falando sobre um overdub precisar de algo "extra", aconteceu de Stallworth mencionar a palavra "texture".
Assim como em Dark Horse, Harrison listou os músicos que contribuíram para cada canção na capa de trás do LP, mas, desta vez, ele incluiu uma lista adicional daqueles que não apareceram, como o guitarrista Danny Kortchmar, o quarto membro da Attitudes, assim como Derek Taylor, Eric Idle, Peter Sellers e Dino Airali, executivo da Dark Horse.

## Lançamento
Aparecendo nove meses depois de Dark Horse, Extra Texture (Read All About It) foi terminado mais rapidamente do que qualquer outro álbum solo pós-Beatles de Harrison. A rapidez com que foi feito não foi habitual, e, aparentemente, simbólica do desejo de Harrison de se redimir com seu público antes de trocar a EMI pela A&M Records. Precedido pelo single "You", lançado em conjuto com "World of Stone", o álbum foi lançado em 22 de setembro de 1975 nos Estados Unidos (como Apple SW 4320) e em 3 de outubro no Reino Unido (como Apple PAS 10009).
Diferente de seus trabalhos anteriores, Harrison realizou a promoção de seu novo álbum no Reino Unido. Uma destas atividades, transmitida em 6 de setembro, foi sua discussão faixa a faixa com Paul Gambaccini no show Rockweek da BBC Radio 1. No mesmo dia, foi divulgada uma entrevista com Harrison pela revista Melody Maker, cuja capa declarava: "George Bounces Back!" ("George se Recupera!"). Embora ele tenha admitido, posteriormente, estar "num momento muito para baixo" enquanto fazia o álbum, a entrevista para a Melody Maker apresentou Harrison de bom humor, apontando o caminho para tempos melhores no ano seguinte; "Prefiro ser um ex-Beatle do que um ex-nazista!", ele brincou, referindo-se a sua recente e desconfortável experiência com o musical John, Paul, George, Ringo … and Bert. Do mesmo modo, outras atividades de Harrison no final de 1975 se centraram em comédia, começando por sua produção do single do Monty Python "The Lumberjack Song", lançado em novembro, e incluindo uma participação especial, com Eric Idle, no especial de natal do programa britânico Rutland Weekend Television.
Extra Texture atingiu a oitava posição na parada Billboard Top LPs & Tape da Billboard em 25 de outubro, mantendo a posição por três semanas, e foi certificado com disco de ouro pela Recording Industry Association of America. O álbum marcou um retorno agradável, ainda que breve, de Harrison ao UK Albums Chart (agora um top 60), atingindo a décima sexta posição no fim de outubro. "You" chegou à vigésima posição na parada de singles Hot 100 da Billboard, enquanto que, no Reinou Unido, apesar da canção ser tocada constantemente na Radio 1, sua posição mais alta foi a de número trinta e oito, igualando-se àquela do single "Ding Dong, Ding Dong" de Dark Horse. Depois de "You", a Apple lançou "This Guitar (Can't Keep from Crying)" em conjunto com a faixa "Māya Love" em dezembro, com um lançamento no Reino Unido sendo feito em fevereiro de 1976. Como o single final da Apple em sua encarnação original, "This Guitar" não conseguiu entrar nas paradas dos Estados unidos ou do Reino Unido, uma sina que Rodriguez atribui, em parte, à falta de divulgação de uma gravadora que estava "operando a meio gás".

### Relançamento
Extra Texture (Read All About It) foi remasterizado para lançamento em CD e relançado em setembro de 2014, tanto separadamente como parte do box set The Apple Years 1968–75. O relançamento de 2014 inclui, nas notas do encarte, um ensaio escrito pelo produtor de rádio e autor Kevin Howlett e adiciona uma nova versão de "This Guitar", baseada na demo que Harrison gravou em 1992 para Dave Stewart. Anteriormente lançado apenas em 2006 como download digital para o projeto Platinum Weird de Stewart, a faixa traz overdubs de Stewart, Dhani Harrison, Ringo Starr e da cantora Kara DioGuardi. Comentando o lançamento na página oficial do ex-Beatle, Olivia Harrison falou das "fortes melodias e letras instigantes" de muitas das canções em Extra Texture, acrescentando: "Elas são melancólicas e pessoais e algumas de minhas favoritas".

## Recepção

### Resenhas contemporâneas
Falando a respeito da recepção do álbum em seu livro The Beatles Forever, Nicholas Schaffner escreveu: "Os críticos mundanos de Harrison, que, há tempos, achavam seus sermões insurportáveis, responderam como touros diante de uma capa vermelha a Extra Texture, que contém diversos tratados sobre como críticos nunca conseguem 'entender o ponto principal'." Até os leais "discípulos" de Harrison, Schaffner continuou, tenderam a ver o álbum como "lento e sem rumo". Dave Marsh, escrevendo para a Rolling Stone, destacou "You" como um retorno ao estilo grandioso de All Things Must Pass, e "Can't Stop Thiking About You" e "Tired of Midnight Blue" como "os nove minutos de música mais eficazes" que o artista havia feito desde 1970. Contudo, de forma geral, num álbum que era "no mínimo, incompleto", Marsh lamentou a dependência em teclados "meramente competentes" e a "voz fraca" de Harrison, concluindo que "Harrison não é mais um Beatle, como faz questão de nos lembrar. Mas se ele aprendeu alguma coisa da sua experiência naquela organização, deveria ter sido que um bom guitarrista não vale muita coisa sem uma banda."
Na revista NME, Neil Spencer escreveu que "embora Extra Texture não seja o ressurgimento de Harrison que muitos esperavam, o álbum ainda é muito superior aos esforços mais recentes de Hari; e, assim como All Things Must Pass poderia ter sido um grande álbum único (ao invés de um grande álbum triplo), Extra Texture poderia ter sido um louvável lado A." Spencer descreveu o conteúdo do álbum como "o Harrison de sempre, que conhecemos e tememos, pesaroso e funesto, só que, desta vez, os rigores do amor têm precedência sobre assuntos espirituais", e alertou seus leitores: "Eu ouvi o álbum, sou indiferente a ele... Fãs de Hari podem comprar satisfeitos. Outros aproximem-se com um prudente otimismo". Resenhando para a Melody Maker, Ray Coleman descreveu o álbum como "esplêndido" e aprovou o retorno de Harrison a suas influências musicais dos anos 1960. Em especial, Coleman admirou as primeiras três músicas e disse que o álbum era uma "nova declaração dos princípios fundamentais que deveríamos todos valorizar".
Na edição de 1977 do livro The Beatles: An Illustrated Record, Roy Carr e Tony Tyler descreveram Extra Texture como "outra oferenda lúgubre". Além disso, as súplicas de Harrison por tolerância e compreensão, como a graça que fez consigo mesmo na capa do álbum, pareceram sair pela culatra. Escrevendo em 1981, Bob Woffinden achou que o álbum mostrava sinais de que Harrison "não estava mais desdenhando de seu público" comparado com Dark Horse. Woffinden escreveu que as músicas "suplicam, melancolicamente, aos críticos para que não as julguem tão severamente": "Neste contexto diferente, tais súplicas são mais agradáveis. Pois bem, então, não iremos. Extra Texture não era muito bom musicalmente... mas tinha algumas qualidades atraentes, e quase nenhuma desagradável."

### Resenhas retrospectivas e legado
| Críticas profissionais        | Críticas profissionais |
| Avaliações da crítica         | Avaliações da crítica  |
| Fonte                         | Avaliação              |
| ----------------------------- | ---------------------- |
| AllMusic                      | [ 98 ]                 |
| Blender                       | [ 163 ]                |
| Robert Christgau              | C-                     |
| Encyclopedia of Popular Music | [ 164 ]                |
| Mojo                          | [ 118 ]                |
| MusicHound                    | 2/5                    |
| Music Story                   | [ 166 ]                |
| The Rolling Stone Album Guide | [ 167 ]                |
| Uncut                         | [ 168 ]                |

Em seu livro, Fab Four FAQ 2.0, Robert Rodriguez coloca Extra Texture num capítulo dedicado aos piores álbuns solo lançados pelos quatro ex-Beatles entre 1970 e 1980 – o único dos álbuns de Harrison a ser incluído. Rodriguez escreve: "De fato, Extra Texture possuía diversas músicas boas... mas o resto da coleção tinha, quase toda, um tom cansado, equivalente a um demorado estraga-prazeres."
Da mesma forma, diversos biógrafos de Harrison não possuem muita consideração por Extra Texture, com Alan clayson o descrevendo como seu "fundo do poço artístico " e "um álbum mais de sala de estar do que dançante". Simon Leng escreve que o "disco de reabilitação" de Harrison pós-Dark Horse foi lançado cedo demais, resultando num trabalho estranhamente sem paixão, com seu cantor soando "aturdido". Além da inspirada "You", ambos autores identificam "Tired of Midnight Blue" como a única canção que se salva. Gary Tillery salienta o título "sombriamente sarcástico" do álbum para uma coleção cheia de faixas "pessimistas", a mais sombria de todas sendo "Grey Cloudy Lies". O próprio Harrison definiu Extra Texture como seu pior lançamento solo dos anos 1970. Falando à revista Musician em 1987, ele rejeitou-o como um "álbum sujo" e acrescentou: "A produção deixou muito a desejar, assim como a minha performance... Gosto de algumas das canções, mas, em retrospecto, não estava muito feliz com ele."
Contudo, o álbum possui admiradores. Escrevendo para um livro tributo da Rolling Stone, Greg Kot escreve que Extra Texture é "algo como um retorno para Harrison." Richard Ginell, escrevendo ao AllMusic, encara "You", "The Answer's at the End" e "This Guitar (Can't Keep from Crying)" como algumas das melhores composições pós-Beatles de Harrison e identifica outros "desabrochares musicais" numa coleção que resiste relativamente bem à passagem do tempo. Escrevendo para o Rolling Stone Album Guide de 2004, Mac Randall considerou que o álbum "começa bem, e depois perde a energia no meio do caminho", enquanto John Harris, em sua resenha de 2011 à Mojo, descreveu-o como um "caso clássico de obrigação contratual", mas, ainda assim, uma "melhoria incontestável" sobre Dark Horse. Mais impresisonado, Elliot Huntley, outro biógrafo de Harrison, admira o álbum como "um bem-vindo retorno à excelência" que oferece "algumas lindas canções de amor, um single verdadeiramente comercial, e momentos de humor que definem Harrison como compositor."
Resenhando o box set Apple Years para o sítio Blogcritics, Chaz Lipp diz que "embora possua algumas faixas notáveis, é o álbum menos satisfatório de toda a carreira de Harrison... A canção essencial é "'Tired of Midnight Blue'". Em sua resenha para a revista Classic Rock, Paul Trynka escreve que o álbum "não apresenta nem os altos, nem os baixos de seus predecessores" e que é "o trabalho de um homem ferido pela crítica". Na avaliação de Trynka, enquanto que "You" "soa enfadonha hoje em dia", "músicas confessionais" como "World of Stone", "Tired of Midnight Blue" and "Grey Cloudy Lies" "envelheceram bem". Escrevendo para o o sítio Vintage Rock, Shawn Perry considera, da mesma forma, que "You" está "fora de sintonia", e destaca "This Guitar" e "Grey Cloudy Lies" "num álbum criativo e introspectivo que envelheceu bem".
Num resenha de 2014 para o Lexington Herald-Leader, Walter Tunis escreve: "[Extra Texture (Read All About It)] é um prazer desde o começo do pop orquestrado brilhante de 'You' à série de habilidosos e leves devaneios soul que culmina na jocosa 'His Name is Legs'. O disco coloca o secular e o espiritual da música de Harrison em animado equilíbrio para encerrar The Apple Years num estado de infeliz harmonia." Escrevendo à Mojo, Tom Doyle admite que, sendo o último álbum do box set, "ele é possivelmente um momento triste no qual terminar", mas recebe de bom grado o relançamento por "nos possibilitar o tempo para encontrar diamantes brutos entre a sujeira".

## Faixas
Todas as faixas escritas e compostas por George Harrison. 
| Lado um |                                        |         |  |
| N.º     | Título                                 | Duração |  |
| 1.      | "You"                                  | 3:41    |  |
| 2.      | "The Answer's at the End"              | 5:32    |  |
| 3.      | "This Guitar (Can't Keep from Crying)" | 4:11    |  |
| 4.      | "Ooh Baby (You Know That I Love You)"  | 3:59    |  |
| 5.      | "World of Stone"                       | 4:40    |  |

| Lado dois | |         |  |
| N.º       | Título                                                                                               | Duração |  |
| 6.        | "A Bit More of You"                                                                                  | 0:45    |  |
| 7.        | "Can't Stop Thinking About You"                                                                      | 4:30    |  |
| 8.        | "Tired of Midnight Blue"                                                                             | 4:51    |  |
| 9.        | "Grey Cloudy Lies"                                                                                   | 3:41    |  |
| 10.       | "His Name Is Legs (Ladies and Gentlemen)"                                                            | 5:46    |  |
| 11.       | "This Guitar (Can't Keep from Crying) (versão Platinum Weird) faixa bônus da remasterização de 2014" | 3:55    |  |

## Ficha técnica
- George Harrison – vocais (1–5, 7–10), guitarra elétrica e violão (1–10), sintetizador ARP (3, 9), sintetizador Moog (9), piano (10), vocais de apoio (1, 2, 7–10)
- David Foster – piano (2, 3, 5, 9), órgão (1, 6), sintetizador ARP (1, 5, 6), piano elétrico (7), piano honky tonk (10), arranjo de cordas (2, 3, 7)
- Gary Wright – órgão (2, 5), piano elétrico (1, 4, 6), ARP synthesizer (3, 7)
- Jim Keltner – bateria (1–9), percussão (8)
- Jesse Ed Davis – guitarra elétrica (3–5, 7, 9)
- Klaus Voormann – baixo (4–5, 7)
- Paul Stallworth – baixo (2, 8), vocais de apoio (7)
- Leon Russell – piano (1, 6, 8)
- Tom Scott – saxofones (4, 10)
- Chuck Findley – trompete (4, 10), trombone (10)
- Nicky Hopkins – piano (7)
- Jim Horn – saxofone (1, 6)
- Jim Gordon – bateria (1, 6), percussão (1, 6)
- Carl Radle – baixo (1, 6)
- Billy Preston – piano elétrico (10)
- Willie Weeks – baixo (10)
- Andy Newmark – bateria (10)
- Legs Larry Smith – vocal (10)
- Ronnie Spector – vocal (1)
- Norm Kinney – percussão (2)

Créditos complementares do relançamento de 2014 (faixa 11)
- George Harrison – vocais, violão
- Dave Stewart – guitarra elétrica, baixo, órgão
- Dhani Harrison – violão
- Ringo Starr – bateria
- Kara DioGuardi – vocais de apoio

## Desempenho nas tabelas musicais
| Parada (1975–76)               | Posição | Ref.    |
| ------------------------------ | ------- | ------- |
| Kent Music Report (Austrália)  | 36      | [ 183 ] |
| RPM Top Albums (Canadá)        | 63      | [ 184 ] |
| SNEP Albums Chart (França)     | 19      | [ 185 ] |
| Oricon LP Chart (Japão)        | 9       | [ 186 ] |
| VG-Lista Albums (Noruega)      | 8       | [ 187 ] |
| UK Albums Chart (Reino Unido)  | 16      | [ 15 ]  |
| Billboard Top LPs & Tape (EUA) | 8       | [ 188 ] |
| Cash Box Top 100 Albums (EUA)  | 9       | [ 189 ] |
| Record World Album Chart (EUA) | 9       | [ 190 ] |